# Liptovská Kokava

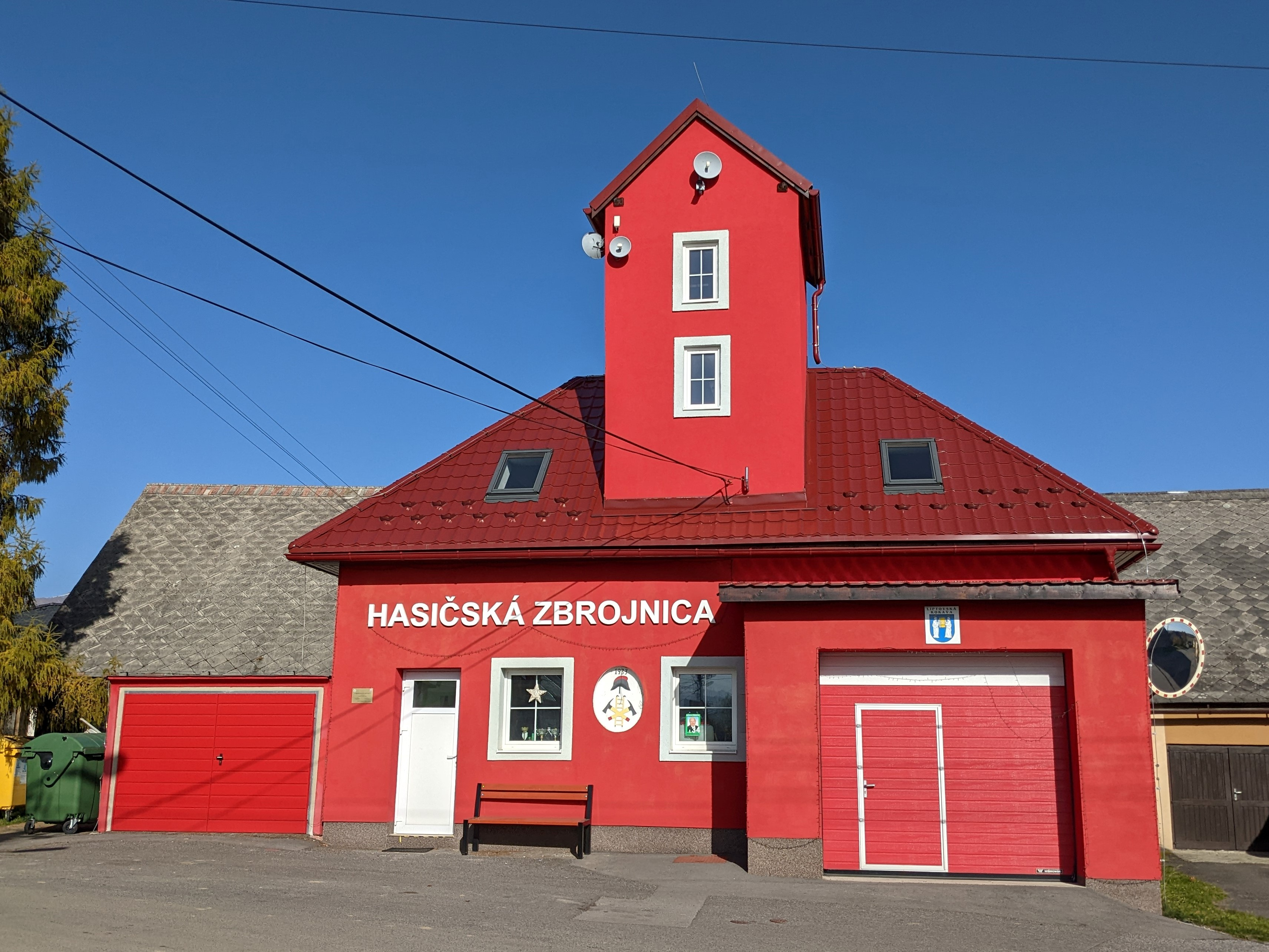
Brandweerpost van Liptovská Kokava

Liptovská Kokava (Hongaars: Kokava) is een Slowaakse gemeente in de regio Žilina, en maakt deel uit van het district Liptovský Mikuláš.
Liptovská Kokava telt 960 inwoners.